# Plataforma Diàleg UE-Catalunya
La Plataforma Diàleg UE-Catalunya és un grup de diputats del Parlament Europeu que té per objectiu promoure el diàleg i una solució política per al conflicte entre Catalunya i Espanya.

## Membres
- François Alfonsi
- Christian Allard
- Martina Anderson
- Pernando Barrena
- Izaskun Bilbao
- Benoît Biteau
- Geert Bourgeois
- Milan Brglez
- Matt Carthy
- Leila Chaibi
- Clare Daly
- Petra De Sutter
- Jill Evans
- Kateřina Konečná
- Marisa Matias
- Aileen McLeod
- Diana Riba
- Alyn Smith
- Johan Van Overtveldt
- Mick Wallace
- Tatjana Ždanoka